# Kondrati Boulavine
Kondrati Afanassïevitch Boulavine (en ukrainien : Кіндра́т Пана́сович Була́він et en russe : Kондра́тий Афана́сьевич Була́вин), (1667-1708), est un ataman des cosaques du Don.
Il est ataman des cosaques de la ville de Bakhmout, puis ataman militaire des Cosaques du Don mais est surtout connu comme chef de la révolte de Boulavine de 1707-1708. Il prend le parti des paysans ukrainiens contre la remise en question des droits des cosaques par le pouvoir russe (les troupes russes venant re-capturer sur les terres cosaques des serfs qui se sont enfuis du tsarat de Russie). Il se rend à la Sitch zaporogue pour y trouver du soutien. Certains Zaporogues le suivent mais Ivan Mazepa prend le parti russe contre lui.

## Posterité

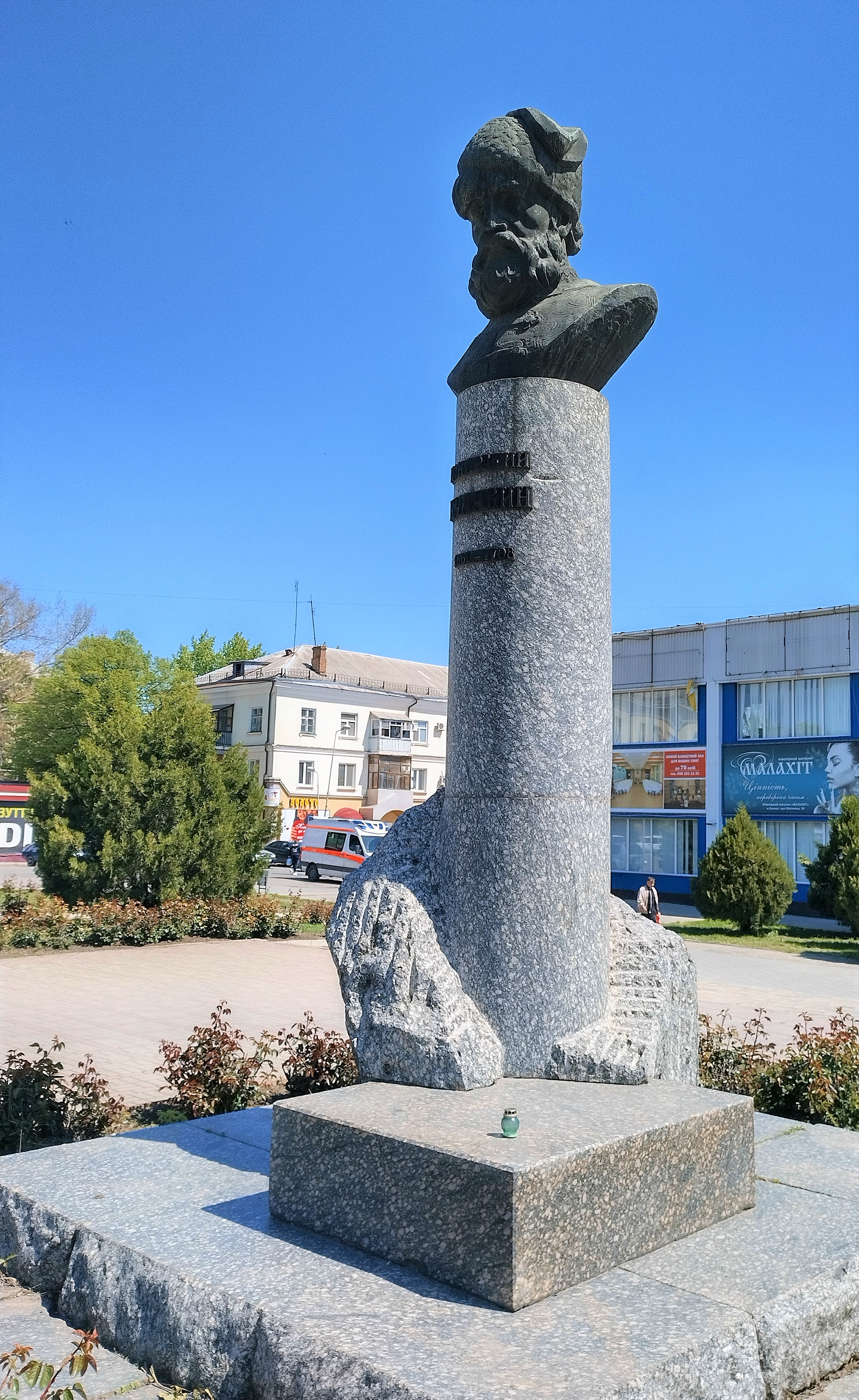
Monument à Bakhmout.
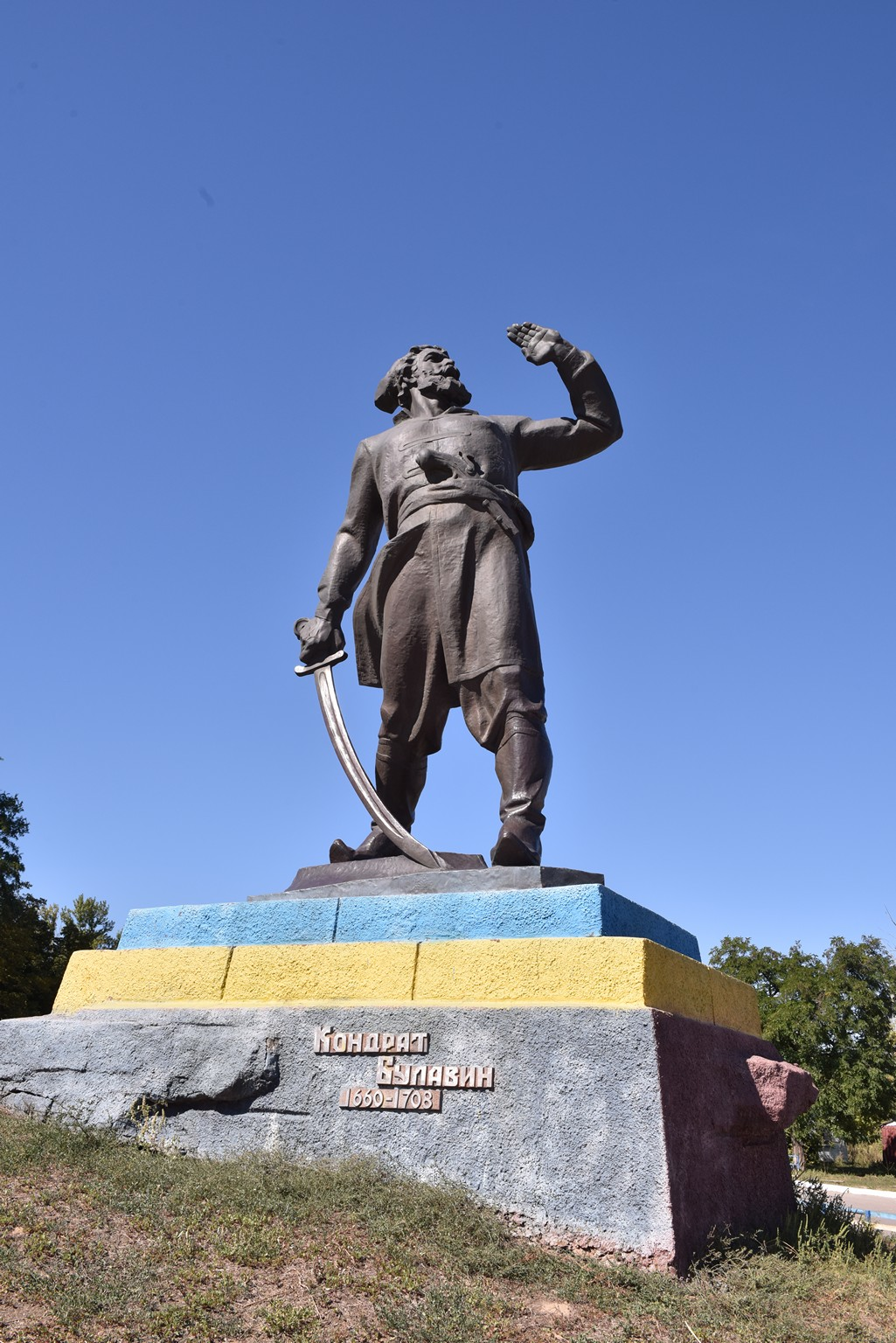
Monument à Triokhizbenka.
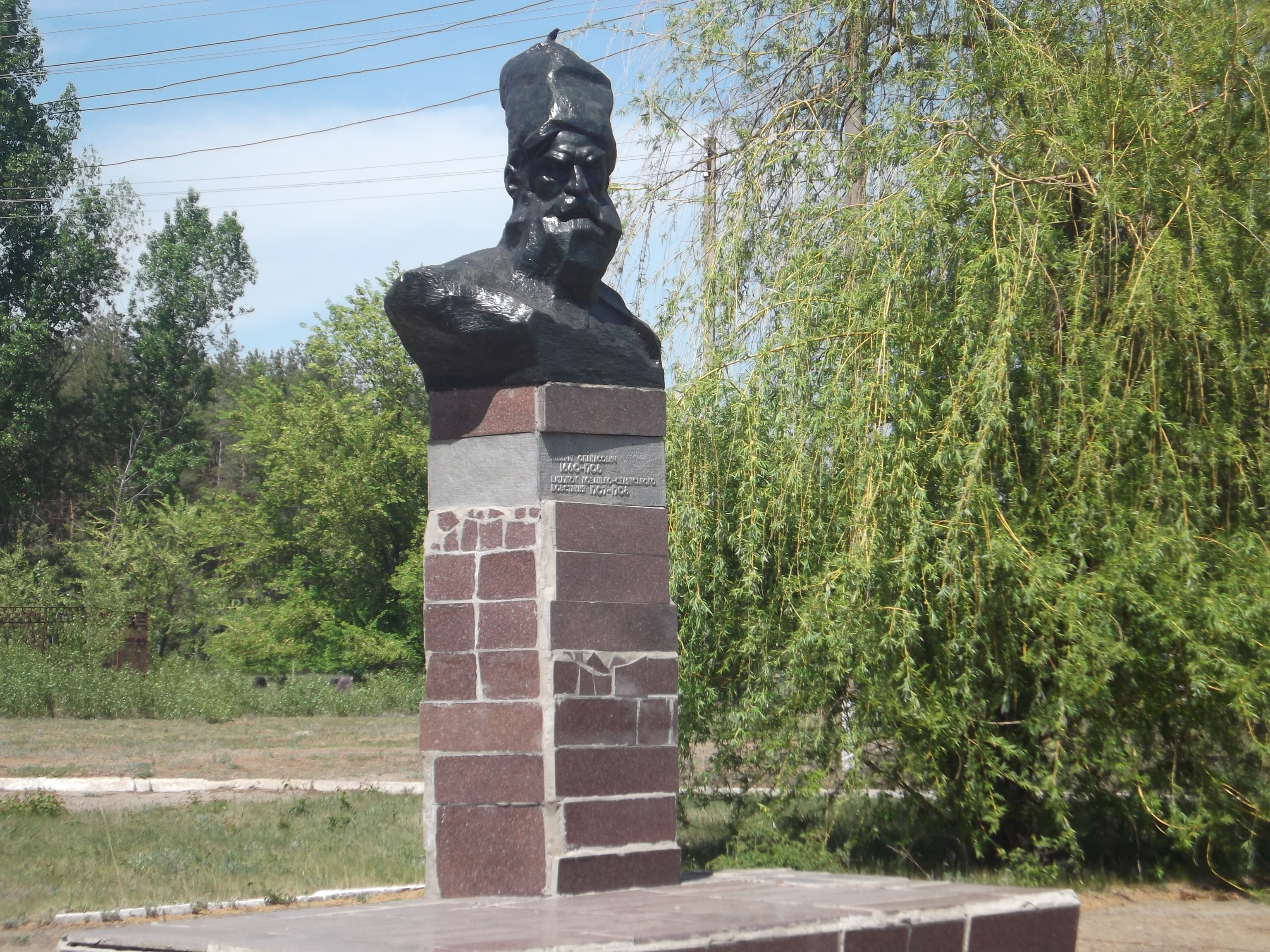
Monument à Boulavinivka.